# Sassello
Sassello (ligur nyelven Sascéllo vagy O Sascê) település Olaszországban, Liguria régióban, Savona megyében. Lakosainak száma 1683 fő (2023. január 1.). Sassello Arenzano, Cogoleto, Mioglia, Pareto, Ponzone, Stella, Tiglieto, Urbe, Varazze, Genova és Pontinvrea községekkel határos.

## Népesség
A település lakossága az elmúlt években az alábbi módon változott:
| Lakosok száma | 1836 | 1762 | 1757 | 1683 |
|               | 2008 | 2017 | 2018 | 2023 |

## Híres emberek
- Itt született Chiara Badano (1971–1990) olasz szent, a Fokoláre mozgalom aktivistája.